# قبرس (استان رومی)
قبرس روم یکی از استان‌های امپراتوری روم بود. این استان اهمیت سیاسی و دینی بسیاری در این امپراتوری داشته‌است. از ۵۸ پیش از میلاد جمهوری روم بر قبرس چیره شده‌بود، ولی تا ۲۲ پیش از میلاد که اینجا رسماً یک استان سناتوری شد، پادشاهی بطلمیوسی در آن نفوذی داشت. از ۲۹۳ میلادی، قبرس رسماً بخشی از امپراتوری روم شرقی گردید.
رومیان قبرس را به چهار بخش تقسیم نموده بودند: سلامیس، پافوس، آماتوس و لاپتوس. مرکز استان پافوس بود.